# Wahlen zum Föderativen Nationalrat in den Vereinigten Arabischen Emiraten 2006
Die Wahlen zum Föderativen Nationalrat der Vereinigten Arabischen Emirate 2006 begannen erstmals in der Geschichte der VAE im Dezember 2006.

## Wahlprozess
Die Wahlen zum Föderativen Nationalrat (FNC) wurden an folgenden Terminen abgehalten:
- am 16. Dezember 2006 in Abu Dhabi und in Fudschaira
- am 18. Dezember 2006 in Dubai und Ra’s al-Chaima
- am 20. Dezember 2006 in Schardscha, Umm al-Qaiwain und Adschman

Für den FNC, der 40 Sitze hat, wurden 20 Mitglieder gewählt. Die anderen wurden von den Regierungen der jeweiligen Emirate ernannt. Ebenfalls von der Regierung ernannt wurden die 6.689 Wähler, darunter 1.189 Frauen. Mehr als 14 Prozent der Kandidierenden waren Frauen.
Die zu wählenden Sitze verteilten sich wie folgt auf die Emirate:
- 4 Sitze für Abu Dhabi
- 4 Sitze für Dubai
- 3 Sitze für Schardscha
- 3 Sitze für Ra’s al-Chaima
- 2 Sitze für Fudschaira
- 2 Sitze für Umm al-Qaiwain
- 2 Sitze für Adschman

## Ergebnis
Als erste Frau gewann Dr. Amal Abdullah Dschuma Karam al-Qubaisi einen Sitz im FNC.
Die Wahlbeteiligung betrug in Abu Dhabi 60,2 Prozent bei 3.630 eingetragenen Wählern in den Wahllisten. In Fudschaira betrug die Wahlbeteiligung 80 Prozent.